# دان ميسيل
دان ميسيل (بالإنجليزية: Dan Angel)‏ هو منتج أفلام وشخصية أعمال أمريكي، ولد في القرن العشرين في شاطئ نيوبورت في الولايات المتحدة.

## وصلات خارجية
- دان ميسيل على موقع IMDb (الإنجليزية)
- دان ميسيل على موقع قاعدة بيانات الفيلم (الإنجليزية)